# Deborah Kara Unger
Pour les articles homonymes, voir Unger.
Deborah Kara Unger, est une actrice canado-américaine née le 12 mai 1966 à Vancouver (Canada).

## Biographie
Deborah est née d'une mère spécialiste de stockage des déchets nucléaires et d'un père gynécologue. Elle a fait des études à l'Institut national d'art dramatique. Avant de devenir actrice, elle a étudié l'économie et la philosophie à l'université de la Colombie-Britannique (UBC). Elle vit maintenant à Los Angeles.
Elle fait des études de philosophie et d'économie à l'Université de Victoria au Canada.

## Carrière
Sortie diplômée en 1988, elle obtient un rôle dans la mini-série Bangkok Hilton aux côtés de Nicole Kidman. Elle tourne l'année suivante son premier film, Prisoners of the sun.
À l'affiche du thriller américain Intimes confessions (1992) et figurant au casting de la série télévisée Hotel Room de David Lynch, elle accède à la notoriété grâce à sa prestation dans le controversé Crash de son compatriote David Cronenberg.
Souvent reléguée aux rôles de second plan et de faire-valoir dans des drames et des thrillers, elle collectionne néanmoins les partenaires masculins de renom comme Tim Roth (No way home), Michael Douglas (The Game), Ralph Fiennes (Sunshine), Mel Gibson (Payback), Denzel Washington (Hurricane Carter), Stellan Skarsgård (Signs & Wonders), John Turturro (Inside Job),  Michael Keaton (La Voix des morts) et Martin Sheen (The Way).

## Filmographie

### Cinéma
- 1990 : Breakaway de Don McLennan : Marion
- 1991 : Frères de sang (Blood Oath) de Stephen Wallace : Sœur Littell
- 1991 : Till There Was You de John Seale : Anna Vivaldi
- 1992 : Intimes confessions (Whispers in the Dark) de Christopher Crowe : Eve Abergray
- 1994 : Highlander 3 (Highlander III : The Sorcerer) d'Andy Morahan : Alex Johnson / Sarah
- 1996 : Crash de David Cronenberg : Catherine Ballard
- 1996 : No Way Home de Buddy Giovinazzo : Lorraine
- 1997 : Meurtre à Tulsa (Keys to Tulsa) de Leslie Greif : Vicky Michaels Stover
- 1997 : The Game de David Fincher : Christine
- 1998 : Luminous Motion de Bette Gordon : La mère
- 1999 : Hurricane Carter (The Hurricane) de Norman Jewison : Lisa Peters
- 1999 : Sunshine d'István Szabó : Major Carole Kovacs
- 1999 : Payback de Brian Helgeland : Lynn Porter
- 1999 : The Weekend de Brian C. Skeet : Marian Kerr
- 2000 : Signs and Wonders de Jonathan Nossiter : Katherine
- 2001 : Ten Tiny Love Stories de Rodrigo García : Seven
- 2002 : Salton Sea (The Salton Sea) de D.J. Caruso : Colette
- 2002 : Between Strangers d'Edoardo Ponti : Catherine
- 2002 : Leo de Mehdi Norowzian : Caroline
- 2003 : Thirteen de Catherine Hardwicke : Brooke LaLaine
- 2003 : Inside Job (Fear X) de Nicolas Winding Refn : Kate
- 2003 : Hollywood North de Peter O'Brian : Sandy Ryan
- 2003 : Stander de Bronwen Hughes : Bekkie Stander
- 2003 : Emile de Carl Bessai : Nadia
- 2004 : One Point O de Jeff Renfroe et Marteinn Thorsson : Trish
- 2004 : A Love Song for Bobby Long de Shainee Gabel : Georgianna
- 2005 : La Voix des morts (White Noise) de Geoffrey Sax : Sarah Tate
- 2006 : Silent Hill de Christophe Gans : Dahlia Gillespie
- 2006 : The Alibi de Matt Checkowski et Kurt Mattila : Dorothy
- 2006 : Things That Hang from Trees d'Ido Mizrahy : Connie Mae Wheeler
- 2007 : 88 Minutes de Jon Avnet : Carol Lynn Johnson
- 2007 : Shake Hands with the Devil de Roger Spottiswoode : Emma
- 2009 : Les Emmurés (Walled In) de Gilles Paquet-Brenner : Mary
- 2010 : Messages Deleted (La Mort au bout du fil) de Rob Cowan : Detéctive Lavery
- 2010 : The Way d'Emilio Estevez : Sarah
- 2010 : Transparency de Raul Inglis : Danielle
- 2010 : Sophie de Leif Bristow : Tina Bradshaw
- 2011 : A halálba táncoltatott leány d'Endre Hules : Lynn Court
- 2012 : Silent Hill : Revelation 3D de M. J. Bassett : Dahlia Gillespie
- 2012 : The Samaritan de David Weaver : Helena
- 2012 : A Dark Truth de Damian Lee : Morgan Swinton
- 2012 : 186 Dollars to Freedom de Camilo Vila : Consul Powers
- 2013 : Samuel Bleakde Dustin Dugas Schuetter : Roselyn Ramirez
- 2015 : Rehearsal de Carl Bessai : Ellen Sinclair
- 2017 : Vengeance (Vengeance : A Love Story) de Johnny Martin : Agnes
- 2017 : Jackals de Kevin Greutert : Kathy Powell
- 2018 : A Thought of Ecstasy de Rolf Peter Kahl : Roselyn Ramirez
- 2019 : Torch de Christopher Coppola : Sœur Ingrid
- 2021 : The Coven (The Long Night) de Rich Ragsdale : Le Maître

### Télévision

#### Séries télévisées
- 1989 : Bangkok Hilton : Astra
- 1990 : Rafferty's Rules : Jill Bennett
- 1993 : Hotel Room : Sasha
- 2011 : Médecins de combat (Combat Hospital) : Major Grace Pedersen
- 2018 : Gotham : Olga

#### Téléfilms
- 1994 : Service des urgences (State of Emergency) de Lesli Linka Glatter : Sue Payton
- 1998 : Les Rois de Las Vegas (The Rat Pack) de Rob Cohen : Ava Gardner
- 2009 : L'Ange et le Mal (Angel and the Badman) de Terry Ingram : Temperance
- 2015 : The Hollow de : Tante Cora

## Voix françaises
En France, Déborah Perret est la voix française régulière de Deborah Kara Unger. Martine Irzenski et Michèle Buzynski l'ont également doublée à deux reprises.
Au Québec, Nathalie Coupal est la voix québécoise régulière de l'actrice.